# 水加热
水加热是一种热传递过程，人們燃燒能源（例如天然气、液化石油气、石油等化石能源以及固体燃料）並加热水，使得水加熱到較高温度。烹饪、清洁、洗澡和供暖時都需要熱水。能持续提供热水的電器有热水器、鍋爐、换热器。